# Крань
Крань (словен. Kranj), прежде Крайнбург (нем. Krainburg) — город на реке Сава в северо-западной части Словении, в 20 километрах к северо-западу от столицы страны — Любляны. Старая столица Крайны, самый большой город региона Гореньска и четвёртый по величине город страны после Любляны, Марибора и Целе. Население города — 36 874 человек по статистическим данным 2011 года. Население всего района (общины) составляет 55 029 человек.

## География и транспорт
Город расположен у подножия Юлийских Альп, первые вершины горного массива начинаются уже в нескольких километрах от города. Высочайшая гора из числа находящихся рядом с городом — Сторжич (en:Storžič), высота 2132 метра.
Крань лежит на важнейшей автомобильной и железнодорожной магистрали «Любляна — Крань — Есенице — Филлах (Австрия) — Мюнхен (Германия)». Неподалёку от города находится аэропорт Любляны — Брник. Рядом с Кранем находится словенский горнолыжный курорт Крвавец (en:Krvavec Ski Resort).

## Экономика
Крань — промышленный центр, в городе находятся предприятия электронной и химической промышленности. Благодаря своему положению на перекрёстке дорог и близости к границам Италии и Австрии, город имеет важное торгово-транспортное значение.

## Достопримечательности
Старый город хорошо сохранился и расположен в месте, где в Саву впадает небольшая речка Кокра.
- Ратуша — образована объединением двух зданий разных эпох и стилей, первое датируется серединой XVI века, второе построено в начале XVII века и первоначально было аристократическим особняком.
- Приходская церковь — первая церковь на этом месте была построена ещё в VI веке, как показали археологические раскопки. Затем церковь была перестроена в романском стиле, а в конце XIV века в готическом. Перестройка церкви шла вплоть до XX столетия.
- Дом-музей Франце Прешерна — дом, где провёл два последние года своей жизни выдающийся словенский поэт.
- Остатки городских стен. Городские стены были построены в XV веке, до наших дней сохранились их фрагменты, а также Верхние ворота.
- Каньон Кокры — живописный горный каньон в окрестностях Краня, природный памятник.

## Известные жители
- Блейвейс, Янез (1808—1881) — словенский консервативный политик, журналист, публицист, писатель, редактор, общественный деятель, академик. Лидер Словенского национального движения. Уже при жизни был назван отцом нации.
- Йокич, Боян (род. 1986) — словенский футболист.
- Крижай, Боян (род. 1957) — словенский горнолыжник,.
- Лайер, Леопольд (1752—1828) — словенский художник.
- Мартини фон Маластув, Гуго (1860—1940) — австро-венгерский военачальник, генерал-полковник.
- Радосавлевич, Александр (род. 1979) — словенский футболист..
- Смрекар, Хинко (1883—1942) — словенский художник, иллюстратор и карикатурист.
- Миклауз Комель (род.1973) — словенский поэт и историк исскувств.

## Города-побратимы
- Баня-Лука, Республика Сербская, Босния и Герцеговина;
- Олдхэм, Великобритания;
- Екатеринбург, Россия;
- Битола, Республика Македония;
- Сента, Сербия;
- Ла-Сьота, Франция;
- Осиек, Хорватия.